# ŽS-Baureihe 621
Die Baureihe 621 der Železnice Srbije (ŽS) ist eine Reihe dieselelektrischer Rangierlokomotiven, die von Českomoravská Komerční Společnost (ČMKS) in Tschechien entwickelt und von 2002 bis 2006 produziert wurde.

## Geschichte
Die ersten Rangierlokomotiven der Baureihe 621 wurden 2001 durch die Serbische Eisenbahngesellschaft erworben, 2005 expandierte die Serbische Eisenbahn mit weiteren 22 Loks derselben Baureihe ihren Fuhrpark. Im Laufe der Zeit wurden zwei weitere gebrauchte 621 der Tschechischen Industriebahn abgekauft und erweiterten auch damit den Fuhrpark der Serbischen Rangierloks.
Unterteilt wird die Baureihe 621 in drei verschiedene Unterbauarten. Diese beinhalten die Bauserie als 621-100, die ersten bestellten Fahrzeuge aus dem Jahr 2001. Für die weiteren Fahrzeuge aus 2005 wurde die Nummerierung als 621-200 vergeben, für die zwei gebrauchten, später erworbenen Fahrzeuge, wurden die Nummern 621-300 angegeben.
Die Baureihe war in ihrer Ursprungsform als ČMKS 709 vorgesehen, 621-100 entsprach funktional identisch der Baureihe 709.401, des Weiteren 621-100 als 709.701 und schlussendlich die 621-300 als 709.5.
Die Kohlemine "Kolubara" mit Schmelzwerk im Westen Serbiens ist auch im Besitz von zwei 621, um damit leichtere Güterzüge zu transportieren.
Aktuell sind noch 15 Lokomotiven der Baureihe 621 bei der Serbischen Eisenbahn im Betrieb, zwei weitere in der oben genannten Industrie.

## Lackierungen
Bis auf die zuletzt gebauten 621-300, welche eine Blau-Weiße Lackierung besitzen, wurden alle anderen Fahrzeuge in einem schlichten Gelbton gehalten. Zum Auslieferungszeitrum erstrahlten die beiden Blau-Weißen Fahrzeuge allerdings noch in einem auffällig Rot-Weißen Farbkleid. Die beiden Lokomotiven des Schmelzwerkes erhielten einen Grün-Gelb-Schwarz gemischten Anstrich.

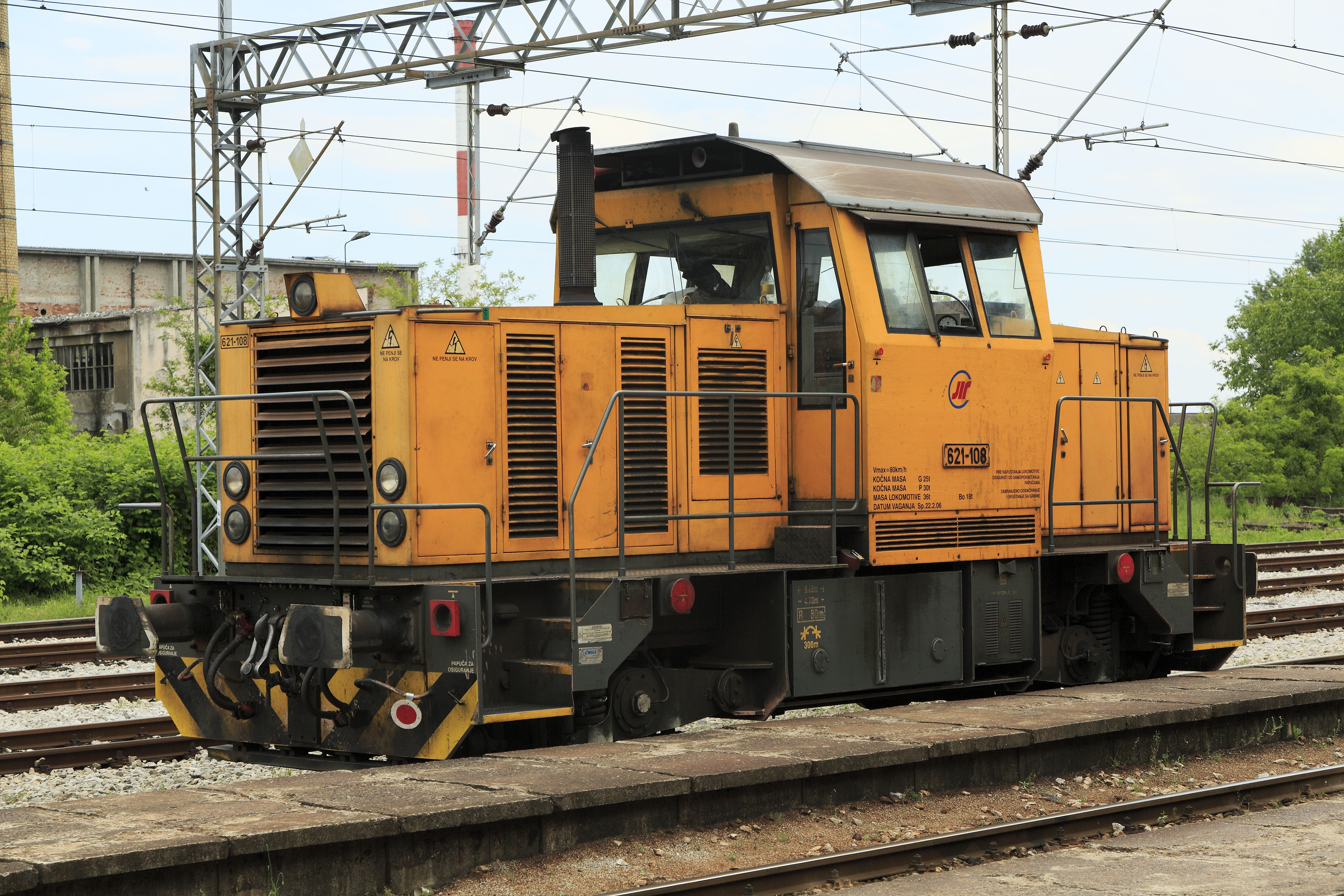
Eine 621 mit dem klassisch-gelben Farbkleid.
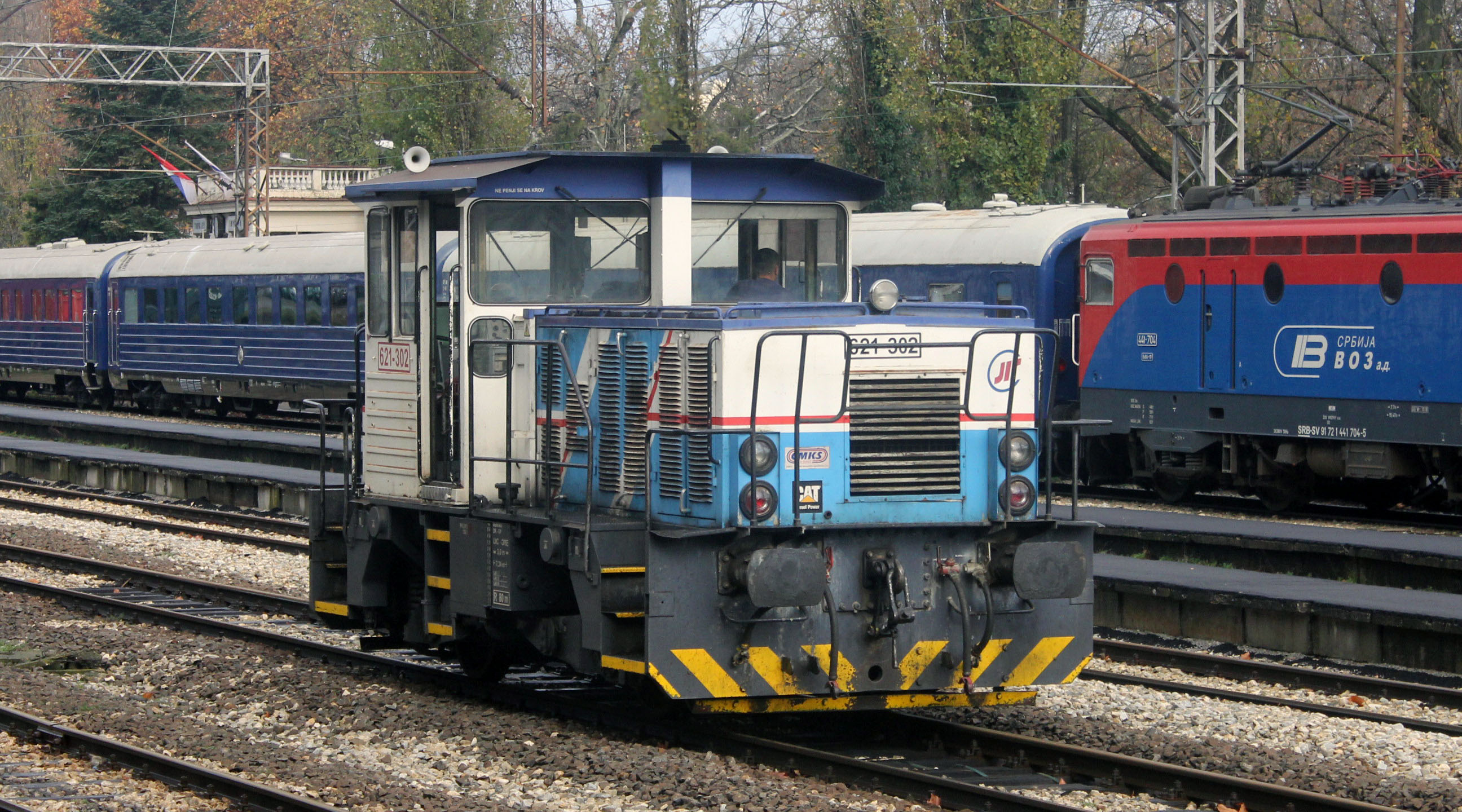
Eine von beiden 621-300, welche mit einer Blau-Weißen Lackierung versehen wurde.

## Spitznamen
Das Fahrzeug hat eine Bandbreite an Spitznamen. Sie sind zum Beispiel: "Žuta" (Gelb) und "Osica" (kleine Wespe), da sie in ihrem gelben Auslieferungsfarben dem kleinen Tier sehr ähneln. Die 300er Serie wurde mit dem Namen "Trafika" getauft, zu deutsch: "Zeitungsstand". Der Name "Teletabis" (Telletuby) kommt durch seine sehr markante, eckige, aber auch niedliche Bauweise und erinnert somit an die Charaktere der Fernsehshow.

## Trends
Im Videospiel names "Derail Valley" wurde das Fahrzeug mit dem Namen "DE2" als Modell hinzugefügt und basiert auf der Baureihe 621.